# Wacław Makowski (lotnik)

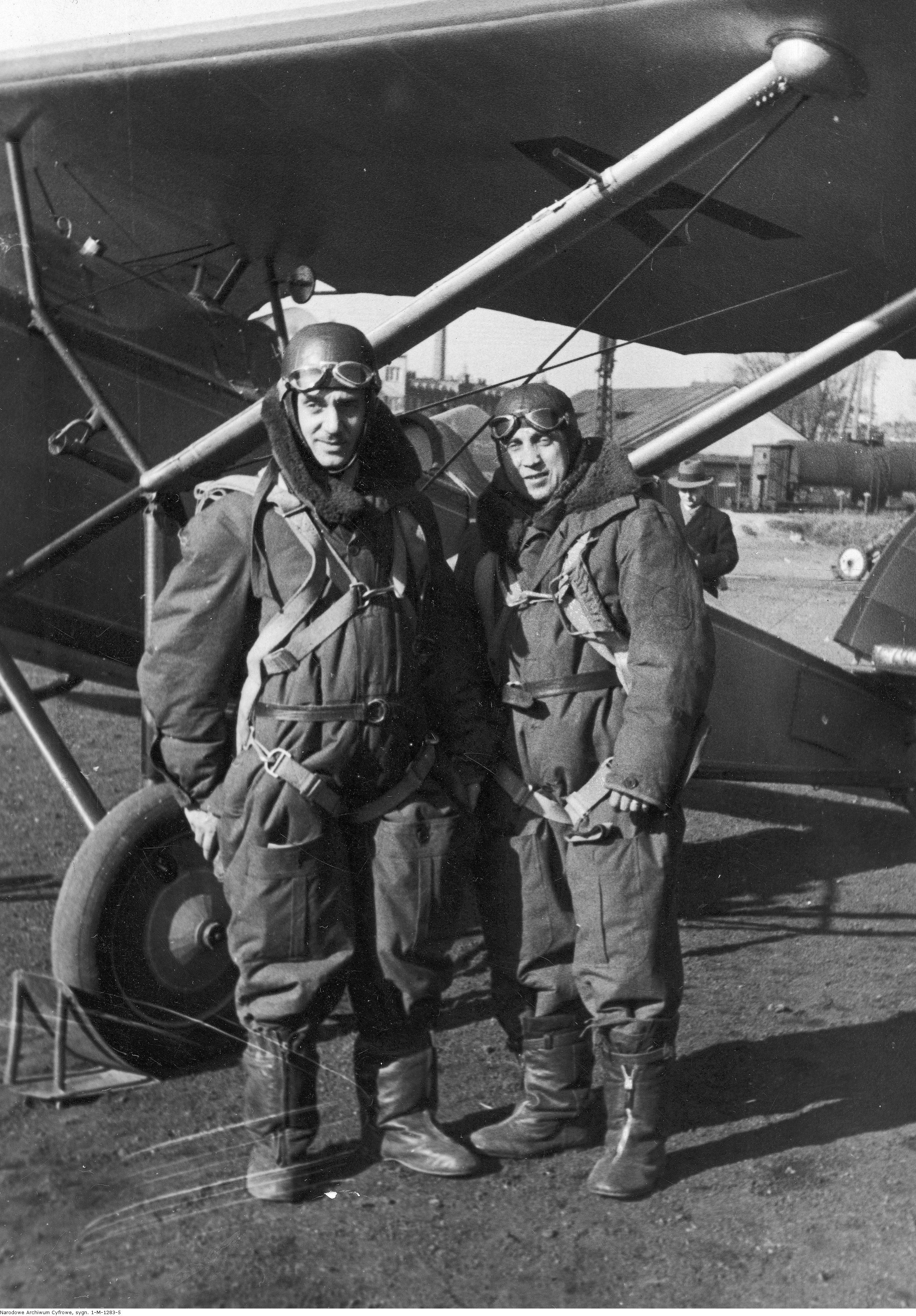
Mjr Wacław Makowski i ppłk Czesław Filipowicz przy samolocie Lublin R.XIII

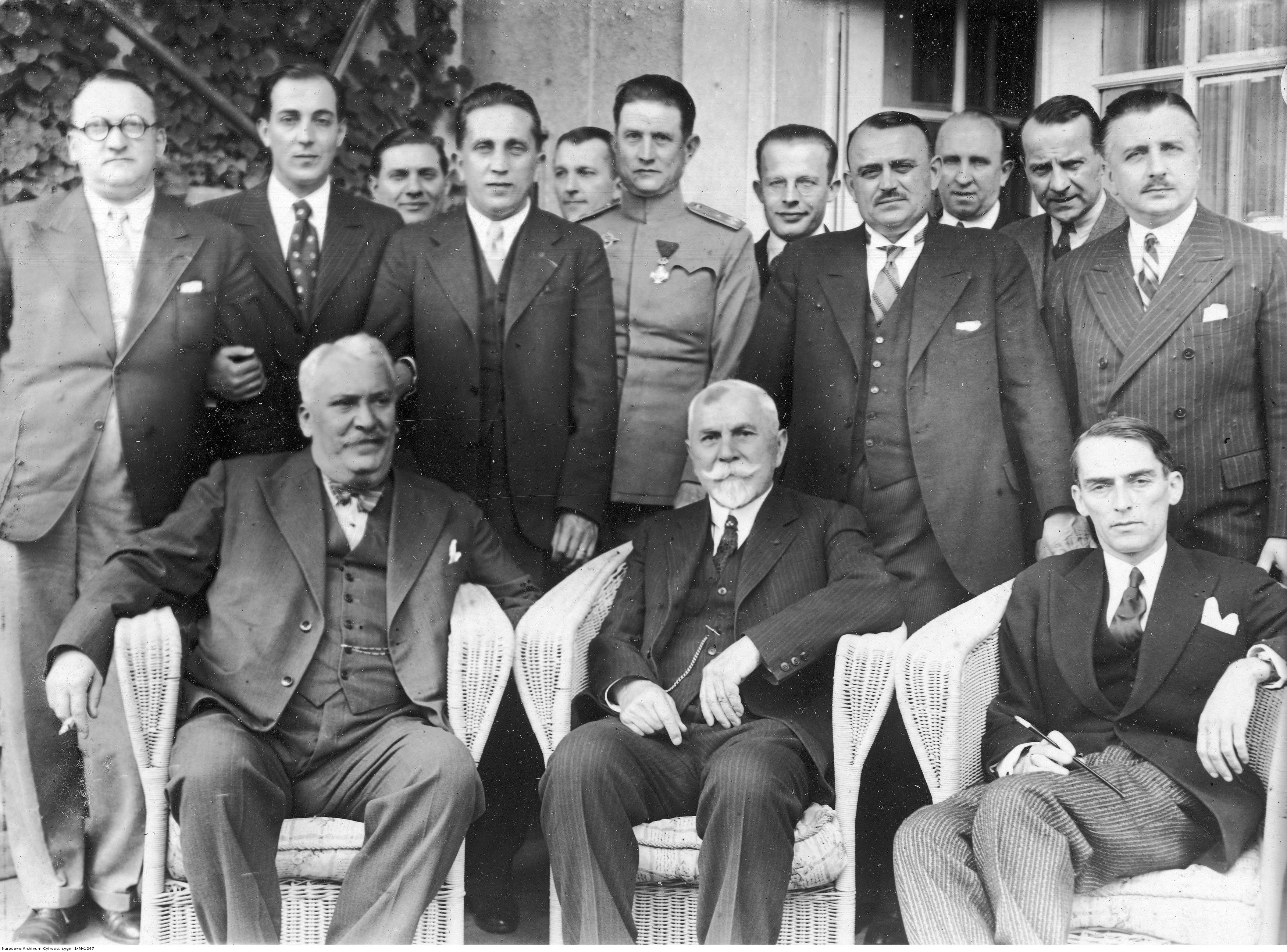
Ppłk Bogdan Kwieciński i pilot mjr Wacław Makowski (1 rząd 3. z lewej), którzy oblatywali trasę Challenge 1934, na spotkaniu w Poselstwie RP w Belgradzie

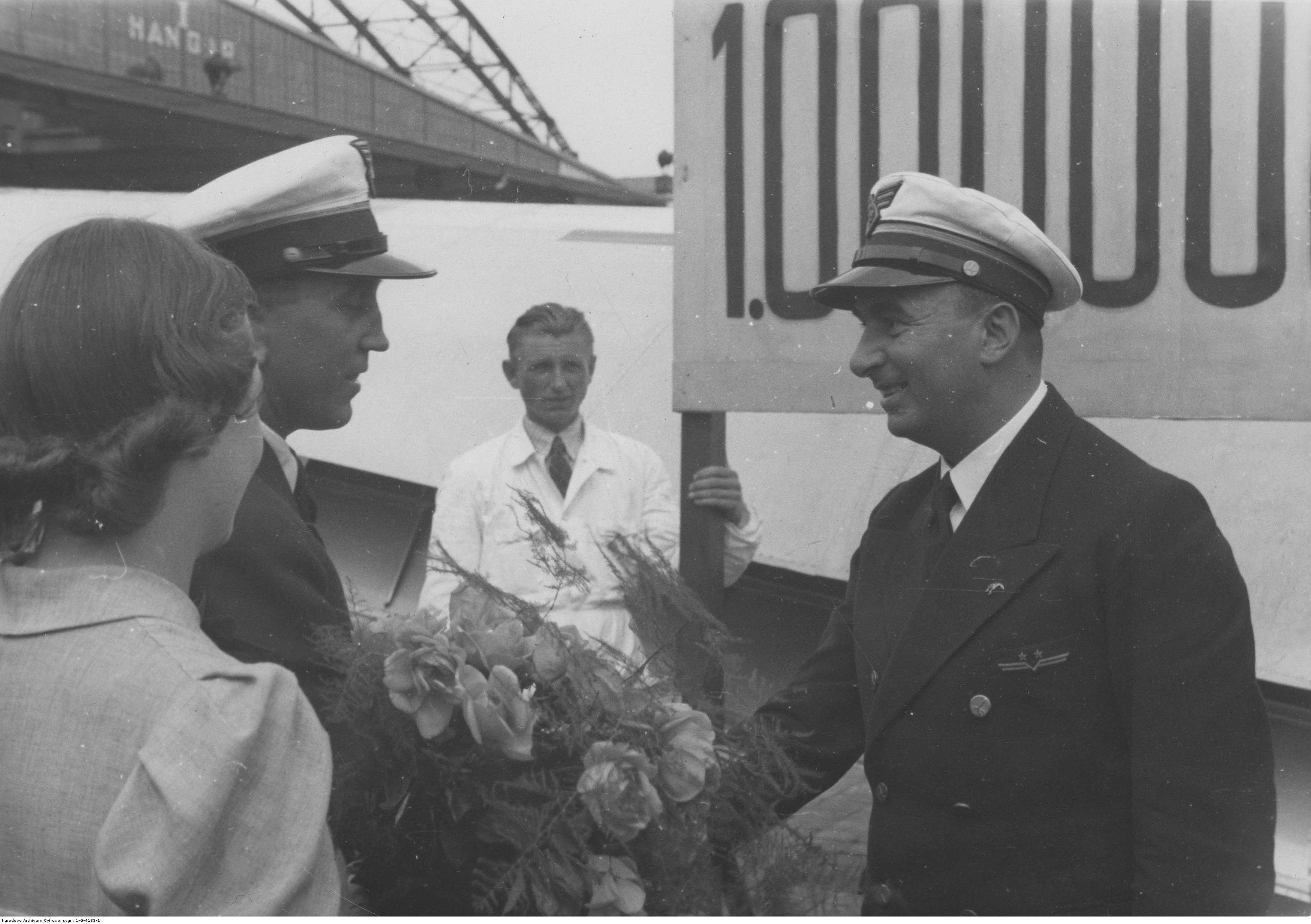
Dyrektor PLL LOT Wacław Makowski składa gratulacje pilotowi Ludwikowi Tokarczykowi z okazji osiągnięcia 1000000 km w służbie lotnictwa komunikacyjnego

Wacław Makowski (ur. 30 października 1897 w Jelcu, zm. 11 czerwca 1986 w Manchesterze w stanie Massachusetts) – polski lotnik, pułkownik pilot Wojska Polskiego, inżynier, dyrektor Polskich Linii Lotniczych LOT, pierwszy dowódca 300 dywizjonu bombowego „Ziemi Mazowieckiej”. Kawaler Orderu Virtuti Militari.

## Życiorys

### Młodość i początek służby wojskowej
Był synem lekarza Tytusa i Heleny z domu Billi. Jego babka, Joanna z Leśniewiczów Makowska, była córką powstańca listopadowego Tytusa Leśniewicza, właściciela Wiktorówki na Podolu. Dzieciństwo i młodość spędził w Machnówce na Ukrainie oraz w Kijowie, gdzie ukończył Szkołę Realną św. Katarzyny zdając maturę w wieku niespełna siedemnastu lat. W 1914 r. zaraz po wybuchu I wojny światowej podjął studia w Kijowskim Instytucie Politechnicznym. Podczas nauki zaczął działać w polskim ruchu niepodległościowym. Studia przerwało powołanie do carskiej armii w lipcu 1916 r. Początkowo wyznaczony do II batalionu studenckiego w Carycynie, kontynuował naukę w Szkole Piechoty dla studentów w Peterhofie, którą ukończył w styczniu 1917 r. Promowany do stopnia praporszczyka, został skierowany do 8 batalionu kolejowego na front południowo-zachodni, gdzie po raz pierwszy miał okazję zetknąć się z lotnictwem i nawiązać kontakty z oficerami korpusu powietrznego. W wyniku wybuchu rewolucji i postępującego rozpadu carskiej armii wyjechał do Warszawy i pod koniec 1918 r. chcąc służyć w lotnictwie zgłosił się ochotniczo do Wojska Polskiego.

### Początek kariery lotniczej
W styczniu 1919 r. został zaliczony na listę oficerów lotnictwa, mianowany na podporucznika i skierowany na teoretyczny kurs oficerów lotniczych w Warszawie, a następnie w maju na kurs w I Niższej Szkole Pilotów w Krakowie. Ukończył ją w lipcu 1919 r. po niespełna sześciu miesiącach nauki jako pierwszy uczeń wyszkolony w szkole. Przeniesiony następnie do Warszawy pełnił funkcję pilota w Oficerskiej Szkole Obserwatorów Lotniczych. Zaliczył w ten sposób wyższy kurs pilotażu i został tym samym pierwszym pilotem wojskowym wyszkolonym od podstaw w niepodległej Polsce.

### Udział w wojnie polsko-bolszewickiej
1 września 1919 r. został skierowany do 11 eskadry wywiadowczej stacjonującej w Dojlidach pod Białymstokiem. 23 stycznia 1920 r. eskadra przeszła do Torunia w związku z wyzwoleniem Pomorza. W lutym 1920 r. został mianowany porucznikiem. W marcu objął dowództwo eskadry, którą następnie przeniesiono na front północny k. Dźwińska. W maju 1920 r. przeszedł do 1 eskadry wywiadowczej na skutek połączenia jednostek. 10 czerwca, w załodze z kpt. pil. Augustynem Domesem przeprowadził rozpoznania w rejonie Połocka oraz bombardowanie przepraw na Dźwinie. Na początku sierpnia eskadra otrzymała w Warszawie nowe angielskie samoloty Bristol F.2B Fighter, które początkowo nie mogły być użyte z uwagi na brak instrukcji obsługi i będących tego konsekwencją wypadków, po których wydano zakaz lotów. Po uzyskaniu zgody przełożonych sam wypróbował samolot, opanował pilotaż i przeszkolił eskadrę. W sierpniu 1920 r. odznaczył się atakami szturmowymi przy wspieraniu przeprawy polskiej kawalerii przez Niemen. Został wówczas zestrzelony, lecz udało mu się szczęśliwie wylądować. Wyróżnił się również we wrześniu, odnajdując na tyłach nieprzyjaciela zagubiony polski oddział majora Bernarda Monda. 24 września jego dwóch obserwatorów zostało rannych (por. Robert Vanderauver i Czesław Niekraszewicz). Wojnę polsko-bolszewicką zakończył jako szef pilotów w 1 eskadrze wywiadowczej, otrzymując wysokie odznaczenia – Krzyż Srebrny Orderu Virtuti Militari oraz Krzyż Walecznych.

### Studia inżynierskie oraz służba w wojskowym nadzorze technicznym
Po wojnie kontynuował studia na Politechnice Lwowskiej, gdzie w 1922 r. zaliczył półdyplom, a następnie po uzyskaniu rządowego stypendium ukończył w 1924 prestiżową École supérieure d’aéronautique et de constructions mécaniques w Paryżu uzyskując dyplom inżyniera lotniczego. W styczniu 1925 został przydzielony do Centralnych Zakładów Lotniczych w Warszawie.
Po powrocie do kraju otrzymał przydział do Centrali Odbiorczej Wydziału Zaopatrzenia Departamentu Żeglugi Powietrznej Ministerstwa Spraw Wojskowych. Został przydzielony do Ekspozytury Odbiorczej (Wojskowego Nadzoru Technicznego) Nr 1 w Lublinie przy wytwórniach lotniczych Zakładów Mechanicznych Plage i Laśkiewicz w Lublinie oraz Podlaskiej Wytwórni Samolotów w Białej Podlaskiej. Kontrolował produkcję samolotów, oraz pełnił funkcję pilota doświadczalnego. W niedługim czasie został szefem ekspozytury w Lublinie. Kontrolował produkcję samolotów licencyjnych Potez XV, Potez XXV i Potez XXVII, a następnie rodzimych konstrukcji – Lublin R-VIII i R-X, oraz pełnił funkcję pilota doświadczalnego, m.in. oblatał 270 remontowanych i wyprodukowanych samolotów Potez. 3 maja 1926 roku został mianowany majorem ze starszeństwem z dniem 1 lipca 1925 roku i 7. lokatą w korpusie oficerów aeronautycznych.
W 1928 uzyskał tytuł inżyniera w Wyższej Szkole Aeronautyki i Konstrukcji Mechanicznych w Paryżu. W 1928 roku wszedł w skład Komisja Odznak Polowych powołanej przy Departamencie Aeronautyki w celu nadania polowej odznaki pilota lub obserwatora. W marcu 1928 r. dokonał oblotu prototypu samolotu Lublin R-VIII, na początku 1929 r. przeprowadził próby w locie prototypu samolotu Lublin R-X, a w lecie 1931 r. uczestniczył w próbach prototypu samolotu Lublin R-XIIIB. W 1929 r. został szefem Wydziału Technicznego w Departamencie Aeronautyki Ministerstwa Spraw Wojskowych. 27 kwietnia 1929 roku został przeniesiony do Wojskowego Zakładu Zaopatrzenia Aeronautyki na stanowisko kierownika Centrali Odbiorczej.

### Działalność lotnicza w latach 1925–1939
Brał udział w licznych wizytach zagranicznych polskich samolotów wojskowych, oraz czynnie działał w lotnictwie sportowym, uczestnicząc w zawodach i rajdach, pełniąc funkcję członka Zarządu oraz Komitetu Sportowego Aeroklubu RP. W lipcu 1925 r. wziął czynny udział w grupowym przelocie samolotów Potez XV z Paryża do Warszawy przez Alpy pod dowództwem gen. Włodzimierza Ostoji-Zagórskiego. W sierpniu 1928 r., w załodze z Wiktorem Szandorowskim, wziął udział w II Locie Małej Ententy i Polski wokół Bałkanów (lot długości 3112 km). Podczas III Lotu Małej Ententy i Polski w 1929 r. był komisarzem sportowym z ramienia Polski. W 1929 r. Opracował projekt wstępny samolotu sportowego PWS-50, który został zbudowany w 1930 r. i uczestniczył w międzynarodowych zawodach lotniczych Challenge 1930. 25 sierpnia 1929 r. wraz z mechanikiem Bolesławem Wiemanem wykonał na samolocie Lublin R-X przelot bez lądowania z Poznania do Barcelony (1800 km) w celu nawiązania kontaktu między Powszechną Wystawą Krajową w Poznaniu a Wystawą Iberyjsko-Amerykańską w Barcelonie. W lecie 1934 r. wykonał wraz z sekretarzem generalnym Aeroklubu RP ppłk. obs. Bogdanem J. Kwiecińskim na samolocie RWD-5, lot sprawdzający przed zawodami Challenge 1934 trasą planowanych zawodów wokół Europy i przez Afrykę Północną (9500 km). Był członkiem zarządu Związku Polskich Inżynierów Lotniczych oraz wiceprezesem (1932–1939) Zrzeszenia Polskiego Przemysłu Lotniczego.

### Praca w Polskich Liniach Lotniczych LOT
W styczniu 1930 r. przyjął propozycję kierowania Polskimi Liniami Lotniczymi LOT, w których pełnił funkcję dyrektora do marca 1939 r. Z dniem 30 kwietnia 1930 r. został przeniesiony w stan nieczynny na 12 miesięcy. Z dniem 30 kwietnia 1931 r. przedłużono mu stan nieczynny na przeciąg 12 miesięcy. Z dniem 30 kwietnia 1932 r. przedłużono mu stan nieczynny na dalsze 12 miesięcy. Z dniem 31 lipca 1933 roku został przeniesiony w stan spoczynku z równoczesnym przeniesieniem ewidencyjnym do Oficerskiej Kadry Okręgowej Nr I.
W czasie swojej pracy w PLL LOT poprzez wydajne zarządzanie znacząco przyczynił się do rozwinięcia siatki połączeń, unowocześnienia floty, a także ograniczenia państwowych dotacji. LOT pod jego dyrekcją stał się symbolem nowoczesności i niepisanym ambasadorem Polski w całej Europie, a nawet na Bliskim Wschodzie. Z jego inicjatywy LOT zakupił nowoczesne samoloty pasażerskie Douglas DC-2, Lockheed L-10 Electra i Lockheed L-14H Super Electra oraz zmodernizował system szkolenia wprowadzając symulatory lotu oraz system naprowadzania do lądowania bez widoczności ziemi. W 1938 r. za zgodą władz dokonał (jako dowódca i pierwszy pilot wraz z załogą w składzie: Zbigniew Wysiekierski, Alfons Rzeczewski, Szymon Piskorz, Jerzy Krassowski) przelotu długości 24 850 km nowo zakupionym samolotem Lockheed L-14H Super Electra o numerze rej. SP-LMK z Burbank k. Los Angeles w USA przez Meksyk, Panamę, Peru, Chile, Argentynę, Brazylię, Ocean Atlantycki, Senegal, Maroko, Tunezję, Włochy do Warszawy. Przelot był próbą dla planowanej w 1940 r. regularnej linii Warszawa – Ameryka Południowa. Dyrektor Makowski został ostatnim przedwojennym prezydentem IATA – Międzynarodowego Zrzeszenia Przewoźników Powietrznych. Za wybitne zasługi dla rozwoju lotnictwa komunikacyjnego został uhonorowany m.in. przez prezydenta Rzeczypospolitej Polskiej Ignacego Mościckiego Krzyżem Oficerskim Orderu Odrodzenia Polski oraz francuskim Krzyżem Oficerskim Orderu Legii Honorowej.

### Dalsza służba wojskowa oraz udział w II wojnie światowej
W marcu 1939 r. został powołany do wojska na funkcję zastępcy dowódcy Lotnictwa do spraw technicznych z zadaniem nadzoru nad przemysłem lotniczym. Oddelegowany do Wielkiej Brytanii współorganizował zakup samolotów bojowych. Po wybuchu wojny zajmował się ewakuacją polskiego personelu lotnictwa przez Rumunię do Francji. 8 grudnia 1939 r. przybył wraz z pierwszym transportem polskich lotników do Eastchurch w Anglii. Otrzymał numer służbowy RAF 76688. Po odbyciu instruktorskiego kursu pilotażu w Central Flying School na lotnisku RAF Upavon został dowódcą 1. Polskiej Szkoły Pilotażu w Hucknall jako instruktor-pilot w stopniu Wing Commandera (ppłk.). Przeznaczony na dowódcę przyszłego polskiego dywizjonu bombowego prowadził szkolenie załóg na samolotach Fairey Battle. W czerwcu 1940 r. tworzony dywizjon przeniesiono do ośrodka treningowego No. 18 Operational Training Unit (OTU) na stacji RAF Bramcote. 1 lipca 1940 r. Wacław Makowski został dowódcą pierwszego polskiego dywizjonu lotniczego w Wielkiej Brytanii – 300 dywizjonu bombowego „Ziemi Mazowieckiej”. W sierpniu jednostkę przesunięto na lotnisko RAF Swinderby. W połowie września dywizjon rozpoczął bombardowanie portów francuskich ze względu na niemieckie przygotowania do inwazji, biorąc tym samym symboliczny udział w bitwie o Anglię. Latał również operacyjnie dowodząc m.in. pierwszemu polskiemu zgrupowaniu bombowemu, które zbombardowało 23 marca 1941 r. Berlin. Dywizjonem dowodził do 18 lipca 1941 r., gdy został polskim komendantem stacji lotniczej RAF Lindholme – bazy polskich dywizjonów bombowych 304 i 305. W maju 1942 r. został awansowany do stopnia pułkownika i oddelegowany do Dowództwa Lotnictwa Bombowego RAF Bomber Command jako oficer łącznikowy Inspektoratu Polskich Sił Powietrznych, a następnie od sierpnia 1943 r. jako oficer łącznikowy Inspektoratu Polskich Sił Powietrznych przy Dowództwie Lotnictwa Transportowego RAF Transport Command. W połowie 1943 r. zaproponowano mu objęcie stanowiska Dowódcy Polskich Sił Powietrznych, lecz go nie przyjął z uwagi na tarcia personalne w dowództwie. W marcu 1944 r. został powołany przez premiera polskiego rządu na uchodźstwie na członka Komitetu Komunikacji Lotniczej w Państwowej Radzie Lotnictwa RP, przygotowującej plan odbudowy polskiego lotnictwa po wojnie. Z jego inicjatywy polskie dywizjony bombowe przenoszono do zadań transportowych, by w ten sposób przygotować kadrę dla polskich linii lotniczych na okres powojenny. Pod koniec wojny został komendantem stacji lotnictwa transportowego w Chedburgh k. Newmarket, w skład której wchodziło 100 polskich załóg z 40 samolotami Handley Page Halifax, utworzonych specjalnie z myślą służby w lotnictwie komunikacyjnym wyzwolonej Polski. Wojnę zakończył z wysokimi odznaczeniami otrzymując m.in. Krzyż Walecznych oraz Krzyż Komandorski Orderu Imperium Brytyjskiego.

### Lata powojenne
W 1947 r. po rozwiązaniu Polskich Sił Powietrznych przez dwa lata był dowódcą obozu Polskiego Korpusu Przysposobienia i Rozmieszczenia, zajmując się przystosowaniem personelu lotnictwa do życia cywilnego. Był jednym z organizatorów i pierwszym prezesem „Samopomocy Lotniczej” (w 1953 roku organizacja ta została przekształcona w „Stowarzyszenie Lotników Polskich”). W wyniku przeżyć wojennych porzucił lotnictwo. Zamieszkał w Nottingham i zajął się wytwarzaniem wyrobów ze srebra oraz hodowlą pieczarek, co stało się źródłem utrzymania jego i rodziny.

### Praca eksperta lotniczego i działalność polonijna
W 1951 r. zaproponowano mu pełnienie funkcji doradcy technicznego w dziedzinie lotnictwa z ramienia Organizacji Narodów Zjednoczonych. Przez czternaście lat działał jako ceniony ekspert lotniczy ICAO – Organizacji Międzynarodowego Lotnictwa Cywilnego w Iranie, Nepalu, Tunezji, Maroku, Mali, Górnej Wolcie, Mauretanii, Gwinei i Afganistanie. W Afganistanie miał szczególny wkład w utworzenie pierwszej narodowej linii lotniczej Ariana Afghan Airlines oraz portu lotniczego w Kandaharze. Stał się znany jako autor „Dziesięciu zaleceń dla doradców technicznych”. Po przejściu na emeryturę w 1965 r. osiadł w Kanadzie, gdzie działał aktywnie w organizacjach polonijnych mając na celu utworzenie programu stypendialnego dla polskiej młodzieży. Publikował w paryskiej „Kulturze”. Napisał wspomnienia o dużej wartości historycznej. Kilkakrotnie odwiedził Polskę, za każdym razem odwiedzając również LOT, który był mu bardzo bliski i którym interesował się do późnej starości. Zmarł 11 czerwca 1986 r. w Manchester, w stanie Massachusetts (USA). Zgodnie z jego ostatnią wolą, prochy zostały podzielone i spoczęły w miejscowości Rockburn w Kanadzie, na cmentarzu w Newark w Wielkiej Brytanii, na cmentarzu rodzinnym w USA oraz na Cmentarzu Wojskowym na Powązkach w Warszawie (kwatera C18-C20-1/2/3).

## Ordery i odznaczenia
- Krzyż Srebrny Orderu Wojskowego Virtuti Militari nr 3662 (26 sierpnia 1922)[27][28]
- Krzyż Oficerski Orderu Odrodzenia Polski (15 czerwca 1939)[29]
- Krzyż Kawalerski Orderu Odrodzenia Polski (10 listopada 1928)[30]
- Krzyż Walecznych nr 1663 „za czyny męstwa i odwagi wykazane w bojach toczonych w latach 1918–1921” po raz pierwszy
- Krzyż Walecznych (13 czerwca 1941) „za czyny męstwa i odwagi wykazane w wojnie rozpoczętej 1 września 1939 roku” po raz pierwszy, drugi i trzeci[27]
- Medal Lotniczy[31]
- Złoty Krzyż Zasługi po raz pierwszy (13 maja 1933)[32]
- Złoty Krzyż Zasługi po raz drugi (10 czerwca 1938)[33]
- Medal Pamiątkowy za Wojnę 1918–1921[27]
- Medal Dziesięciolecia Odzyskanej Niepodległości[27]
- Złota Odznaka Honorowa Ligi Obrony Powietrznej i Przeciwgazowej I stopnia[34]
- Polowa Odznaka Pilota nr 26 (11 listopada 1928)[35]
- Błękitne Skrzydła w 1979 r.[36]
- Krzyż Komandorski Orderu Korony Rumunii (Rumunia)[27]
- Krzyż Komandorski Orderu Krzyża Orła (Estonia)[37][27]
- Krzyż Komandorski Orderu Imperium Brytyjskiego (Wielka Brytania, 28 kwietnia 1943)
- Krzyż Komandorski Orderu Trzech Gwiazd (Łotwa)[27]
- Krzyż Oficerski Orderu Legii Honorowej (Francja, 15 października 1938)
- Krzyż Oficerski Orderu Gwiazdy Rumunii (Rumunia, 1929)[38][27]
- Krzyż Oficerski Orderu Orła Białego (Jugosławia)[39][27]
- Krzyż Oficerski Orderu Świętego Aleksandra (Bułgaria, 1936)[37][27]
- Krzyż Wybitnej Służby Lotniczej (Wielka Brytania)[31]
- bułgarska Odznaka Lotnicza (1929)[40]
- czechosłowacka Odznaka Pilota (1929)[40]
- francuska Odznaka Pilota (1929)[40]
- rumuńska Odznaka Pilota (1929)[41]
- włoska Odznaka Pilota[42]

## Książki
- Wacław Makowski opisał barwnie swoje wspomnienia w książce pt. Cywil w wojsku – wspomnienia z życia i wojen, opublikowanej przez Wydawnictwo ZP Grupa Sp. z o.o. w czterech częściach: Cz. I i II (1 tom) wydano w 2010 r. ISBN 978-83-61529-87-3 oraz Cz. III i IV (2 tom) wydano w 2012 r. ISBN 978-83-63324-05-6.